# James Mackintosh
James Mackintosh (Aldourie, Inverness, 24 de octubre de 1765 – 30 de mayo de 1832) fue un jurista escocés, político whig e historiador. Sus estudios y simpatías abarcaron muchos intereses, ejerciendo como médico, abogado, periodista, juez, administrador, profesor, filósofo y político, de forma que fue considerado uno de los espíritus más cultivados de su tiempo.

## Biografía
Mackintosh nació en Aldourie, a 12 km de Inverness. Sus padres eran de antiguas familias de las Highlands o Tierras Altas de Escocia. Su madre murió mientras era un niño y su padre estaba con frecuencia en el extranjero, por lo que fue criado por su abuela y después educado en la Academia Fortrose Seminary. Ya a la edad de trece años se proclamó whig, y durante sus juegos persuadía a sus amigos a unirse a él en debates por el estilo de la Cámara de los Comunes.
En 1780 fue al King's College de la Universidad de Aberdeen, donde hizo un amistad de por vida con Robert Hall, más tarde un famoso predicador. En 1784 comenzó a estudiar medicina en la Universidad de Edimburgo y participó muy activamente en la efervescencia intelectual de la famosa Ilustración escocesa, conociendo además al famoso jurista francés Benjamin Constant, con quien entabló una sólida amistad; pero no abandonó sus estudios de medicina y consiguió graduarse en 1787.
En 1788 Mackintosh se trasladó a Londres, en aquel entonces agitado por el juicio a Warren Hastings y el primer traspié hacia la locura de Jorge III. Estaba mucho más interesado en estos y otros acontecimientos políticos que en sus perspectivas profesionales, y en 1789 estalló la Revolución Francesa, que atrajo todo su interés mientras se casaba en ese mismo año con Catherine Stuart, cuyo hermano Daniel se convertiría más tarde en editor del Morning Post. De ella tuvo un hijo que no superó la infancia y tres hijas:

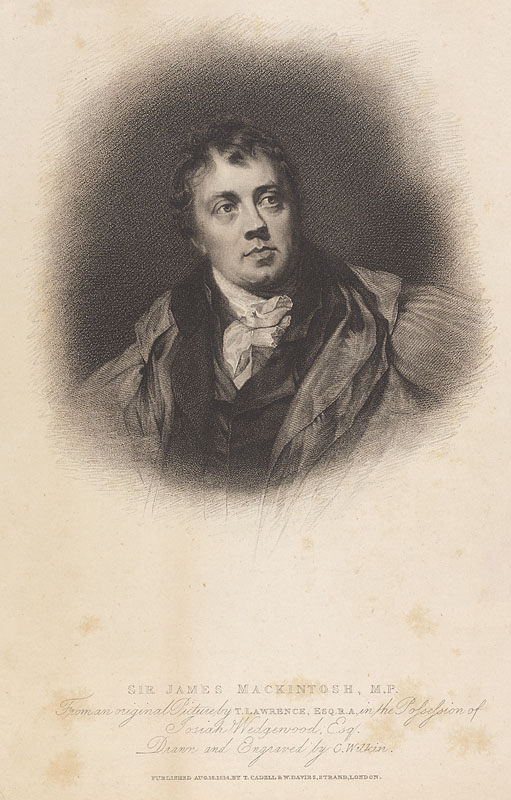
Grabado de Sir James Mackintosh

- Mary Mackintosh (1789 - 1876), que se casó con Claudius James Rich (1787 - 1821), un arqueólogo británico nacido en Francia, cerca de Dijon;
- Maitland Mackintosh (1792 - 1861), que se casó con el orientalista e historiador William Erskine;
- Catherine Mackintosh (1795 -?), que se casó con William Wiseman Saltonstall, VII baronet (1794 - 1845), y fue madre de William Wiseman Saltonstall, VII baronet y oficial de marina.

Pero su mujer falleció en 1797 y Mackintosh se volvió a casar al año siguiente con Catherine Allen (fallecida el 6 de mayo de 1830), emparentada con Josiah Wedgwood II y John Wedgwood, a través del cual se introdujo Coleridge en el Morning Post. Tuvieron dos varones, uno de los cuales no superó la infancia, y dos hijas:
- Frances Emma Elizabeth Mackintosh (Fanny) (1800-1889), casada con el filólogo Hensleigh Wedgwood.
- Robert Mackintosh (1803), que murió en la infancia.
- Bessy Mackintosh (1804-1823)
- Robert James Mackintosh (1806-1864), gobernador colonial.

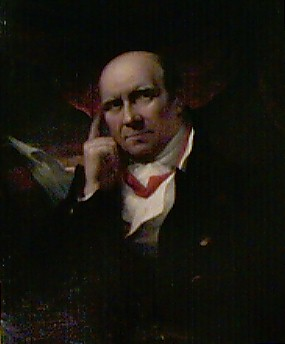
Sir James Mackintosh en su edad madura

El 17 de mayo de 1791, tras una larga meditación, publicó su Vindiciae Gallicae, una respuesta al ensayo Reflexiones sobre la Revolución francesa de Edmund Burke publicado el año anterior. Fue el único trabajo al que Burke se dignó contestar y expresaba el punto de vista del liberalismo filosófico sobre los acontecimientos de la Revolución Francesa hasta la primavera de 1791. Los excesos de los revolucionarios lo llevaron años más tarde a oponerse a ellos y unirse a las críticas de Burke, pero su defensa inicial de los derechos del hombre y su lectura del trabajo de Burke como un "manifiesto de la contrarrevolución" es un testimonio valioso de la perspectiva de un whig crecido en esa época. Con este ensayo se puso a la vanguardia de los escritores políticos europeos y se ganó la amistad de algunos de los hombres más distinguidos de la época, entre ellos el propio Burke. Incluso fue proclamado ciudadano francés por la Asamblea Nacional Legislativa el 26 de agosto de 1792.
Charles James Fox destacó este ensayo de Mackintosh como el que hizo mayor justicia a la Revolución Francesa, y lo prefería a los de Burke y Thomas Paine. Tras Los derechos del hombre de Thomas Paine, el libro de Mackintosh fue la respuesta de mayor éxito a Burke y el biógrafo de Burke F. P. Lock lo consideraba "uno de las mejores respuestas a Burke, en algunos aspectos, superior a Los derechos del hombre". El poeta Thomas Campbell afirmó que, si no hubiera sido por el libro de Mackintosh, las opiniones antirrevolucionarias de Burke se habrían convertido en la tónica general entre las clases educadas, y con esto se aseguró convertirse en el "apóstol del liberalismo".
El éxito de Vindiciae finalmente decidió Mackintosh a abandonar la medicina por la profesión de juez, que abrazó en 1795, ganándose con rapidez una reputación considerable, mientras trataba de practicar la tolerancia. Como abogado sus mayores manifestaciones públicas fueron sus cursos (1799) en el Lincoln's Inn sobre La ley natural y las naciones, cuya lección inaugural fue publicada y le aportó una notoriedad suplementaria que le permitió abrirse las puertas a continuar su carrera.
Mackintosh adquirió incluso mayor celebridad en 1803 con su discurso para defender a Jean Gabriel Peltier, un refugiado francés contra el cual se había publicado un libelo inspirado por Napoleón, entonces primer cónsul. Fue largamente difundido en inglés, pero también a través de Europa en una traducción francesa debida a Madame de Staël. Este mismo año de 1803 James Mackintosh fue ennoblecido y convertido en caballero, y en 1804 fue nombrado Recorder (juez principal) de Bombay, en India; asumió su cargo en ese mismo año y al cabo de pocos meses ya reunía en su casa una Sociedad Literaria de Bombay formada por quienes sentían curiosidad por investigar las culturas, lenguas, botánica, zoología y geografía relacionadas con el subcontinente; esta sociedad fue el fundamento de la posterior Sociedad Asiática de Mumbai. Sin embargo, no se sentía bien allí, enfermó y sentía necesidad de continuar su proyecto de escribir una historia de Inglaterra, de suerte que se sintió afortunado al ser llamado de nuevo al Reino Unido en noviembre de 1811.
En julio de 1813 entró al Parlamento como diputado whig por el distrito de Nairn. Allí permaneció luego por el distrito de Knaresborough, en Yorkshire hasta su muerte. Su carrera parlamentaria estuvo señalada por el mismo largo y cándido liberalismo que su vida privada y se opuso a las medidas reaccionarias del gobierno tory sostenido por Samuel Romilly en sus esfuerzos por reformar el Código penal, y jugó un papel importante al mismo tiempo en la emancipación de los católicos y en la adopción del Reform Bill. Fue nombrado miembro de la Royal Society el 11 de noviembre de 1813.
Tanto en la sociedad londinense como en la parisina fue apreciado por su sabiduría y su conversación. Cuando lo visitó Madame de Staël, fue el único británico capaz de representar dignamente a su país y hablar con ella. Y de 1818 a 1824 fue profesor de derecho y ciencia política en el Colegio de la East India Company en Haileybury y entre 1822 y 1824 fue rector de la Universidad de Glasgow.
Su Dissertation on the Progress of Ethical Philosophy sirvió de prefacio a la séptima edición de la Encyclopædia Britannica y fue publicada en 1831, siendo severamente atacada en 1835 por James Mill en su Fragment on Mackintosh. Sobre esta época escribió además para la Cabinet Cyclopaedia una History of England from the Earliest Times to the Final Establishment of the Reformation. Nombrado Consejero privado del Reino Unido en 1828, Mackintosh fue designado Comisionado para asuntos indios bajo la administración whig en 1830. Falleció el 30 de mayo de 1832, de las consecuencias de atragantarse con un hueso de pollo y fue enterrado en el cementerio de Hampstead.
Habiendo acumulado numerosas investigaciones y materiales para componer una historia de Inglaterra que era su mayor ambición, se publicó solamente y póstumo (1834) el volumen History of the Revolution in England in 1688, y esos materiales fueron aprovechados posterior y expresamente por el historiador Thomas Macaulay. Su biografía, Life, fue publicada por su hijo R. J. Mackintosh en 1836, y una edición de sus obras en tres volúmenes (que excluía su History of England) se publicó en 1846.

## Obras
- Arguments Concerning the Constitutional right of Parliament to Appoint a Regent (1788).
- Vindiciæ Gallicæ: A Defence of the French Revolution and its English admirers against the accusations of the Right Hon. Edmund Burke, including some strictures on the late production of Mons de Calonne (1791).
- A Letter to the Right Honourable William Pitt (1792).
- A Letter from Earl Moira to Colonel McMahon (1798).
- A Discourse on the Study of the Law of Nature and Nations (1799).
- The Trial of Jean Peltier for Libel against Napoleon Buonaparte (1803).
- Proceedings at a General Meeting of the Loyal North Britons (1803).
- Plan of a Comparative Vocabulary of Indian Languages (1806).
- Dissertation on the Progress of Ethical Philosophy (1830).
- The Life of Sir Thomas More (1830).
- The History of England (1830–1832, 3 vols.).
- History of the Revolution in England in 1688, prefaced by a notice of the Life, Writings and Speeches of Sir James Mackintosh (1834).
- Memoirs (edited by Robert James Mackintosh, 1835, 2 vols.).
- Inaugural Address (edited by J. B. Hay, 1839).
- Speeches, 1787–1831 (1840).